# Brest (żegluga)
Brest – lina cumownicza działająca prostopadle do osi jednostki pływającej. Bresty stosowane są rzadko, jako dodatkowe liny cumownicze (prócz cum i szpringów) np. podczas dużego zafalowania w basenie portowym.

Liny cumownicze:
(1) - cuma dziobowa; (2) - brest dziobowy; (3) - szpring dziobowy; (4) - szpring rufowy; (5) - brest rufowy; (6) - cuma rufowa